# Polonia en los Juegos Paralímpicos de París 2024
Polonia estuvo representada en los Juegos Paralímpicos de París 2024 por un total de 82 deportistas, 42 hombres y 40 mujeres.

## Medallistas
El equipo paralímpico polaco obtuvo las siguientes medallas:
| Nombre                           | Deporte                    | Evento                                      |
| -------------------------------- | -------------------------- | ------------------------------------------- |
| Oro                              |                            |                                             |
| Barbara Bieganowska-Zając        | Atletismo                  | 1500 m T20 femenino                         |
| Karolina Kucharczyk              | Atletismo                  | Salto de longitud T20 femenino              |
| Kamil Otowski                    | Natación                   | 50 m espalda S1 masculino                   |
| Kamil Otowski                    | Natación                   | 100 m espalda S1 masculino                  |
| Karolina Pęk                     | Tenis de mesa              | Individual WS9 femenino                     |
| Rafał Czuper                     | Tenis de mesa              | Individual MS2 masculino                    |
| Patryk Chojnowski                | Tenis de mesa              | Individual MS10 masculino                   |
| Patryk Chojnowski Piotr Grudzień | Tenis de mesa              | Dobles MD18 masculino                       |
| Plata                            |                            |                                             |
| Lucyna Kornobys                  | Atletismo                  | Peso F34 femenino                           |
| Renata Śliwińska                 | Atletismo                  | Peso F40 femenino                           |
| Kinga Dróżdż                     | Esgrima en silla de ruedas | Sable individual A femenino                 |
| Michał Dąbrowski                 | Esgrima en silla de ruedas | Sable individual B masculino                |
| Natalia Partyka                  | Tenis de mesa              | Individual WS10 femenino                    |
| Łukasz Ciszek                    | Tiro con arco              | Recurvo individual clase abierta masculino  |
| Bronce                           |                            |                                             |
| Lech Stoltman                    | Atletismo                  | Peso F55 masculino                          |
| Maciej Lepiato                   | Atletismo                  | Salto de altura T64 masculino               |
| Rafał Wilk                       | Ciclismo en ruta           | Ruta H4 masculino                           |
| Zbigniew Maciejewski             | Ciclismo en ruta           | Contrarreloj C1 masculino                   |
| Michał Dąbrowski                 | Esgrima en silla de ruedas | Espada individual B masculino               |
| Dorota Bucław                    | Tenis de mesa              | Individual WS1-2 femenino                   |
| Natalia Partyka Karolina Pęk     | Tenis de mesa              | Dobles WD20 femenino                        |
| Karolina Pęk Piotr Grudzień      | Tenis de mesa              | Dobles XD17 mixto                           |
| Marek Dobrowolski                | Tiro                       | Rifle en tres posiciones 50 m SH1 masculino |